# Porto Piauí
O Porto Piauí, também conhecido como porto de Luís Correia, é um porto marítimo em construção no litoral do estado do Piauí, Brasil, na costa do Oceano Atlântico. Com a construção do Porto em Luís Correia, o Piauí receberá também a Zona de Processamento de Exportação (ZPE), já aprovada pelo Ministério da Indústria e Comércio. As ZPEs são como áreas de livre comércio com o exterior, destinadas à instalação de empresas voltadas para a produção de bens a serem comercializadas com o exterior, sendo consideradas zonas primárias para efeito de controle aduaneiro. O Porto fica a cerca de 365 quilômetros da capital Teresina.

## Histórico
O Porto Piauí inicia sua história como Porto de Amarração foi um terminal portuário da costa do Nordeste brasileiro, em estilo off-shore localizado na foz do Rio Igaraçu com Oceano Atlântico, no município de Luís Correia. Sua reconstrução já foi prevista em alguns governos, hoje existe edificada apenas um quebra-mar, suas obras foram paralisadas diversas vezes e suspensas por superfaturamento. 
A praia da Amarração foi visitada em 1613 pela missão litoral do Cap. Martim Soares Moreno, avistando as barrancas e as ilhas da foz do rio Parnaíba a mando de Jerônimo de Albuquerque, governador do Maranhão. Em 1679 veio a incursão de Bento Maciel Parente, que estabeleceu a divisa natural entre o Maranhão e o Ceará na área de domínio dos Tremembés.
Diante isso, a coroa portuguesa passou a buscar meios de ocupação na região e insurgiram as primeiras intenções da implantação de um porto no Piauí. Através do parecer do Conselho Ultramarino e Carta Régia, o governador de Pernambuco foi autorizado a determinar ao Capitão-Mor do Ceará, que examinasse a foz do rio Parnaíba,  informando a qualidade dos ancoradouros existentes, a profundidade do mar, a largura das barras, a  capacidade de fortificação e a inserção de povoações. A partir disso, Leonardo de Sá, irmão do Capitão Mor do Ceará, solicitou terras às margens do Rio Igaraçu em troca da submissão dos índios, na região do Delta do Parnaíba até a Serra da Ibiapaba.
A cartografia da região foi feita 1806 por Simplício Dias da Silva que elabora e remeteu o mapa da foz, atendendo a recomendação do Governador da Capitania, contendo todos os seus braços, ilhas e baías da barra do Rio Igaraçu até a barra da Tutóia.
Durante a Guerra dos Balaios se tornou um importante ponto de desembaque de tropas, por conta de sua posição estratégica. Recebia pequenos vapores dos estados vizinhos, Pará, Pernambuco e até da Guiana em rota para a Inglaterra.
Os primeiros registros demonstram que em 1820 inicia-se o povoamento da região com pescadores, o primeiro atracadouro e armazéns foram constituídos pelo governador do Ceará em 1888, período em que essas terras pertenciam ao estado, mais acabou sendo abandonado pelo avanço de dunas e das grandes marés.
O presidente Epitácio Pessoa autorizou a construção do porto, e em 1931 Amarração perde autonomia, passando a integrar o município de Parnaíba, como Distrito. Esse pedaço de terra pertencia ao estado do Ceará, fato que deixava o Piauí sem saída para o mar. Para ganhar essa passagem estreita, que hoje possui 66 quilômetros de costa, o Piauí cedeu para o Ceará os municípios de Independência e Príncipe Imperial (hoje Crateús). Em 1935, o belo nome Amarração foi trocado por Luís Correia, jornalista e político da região.
Em 13 de maio de 1922, foi inaugurada a Estrada de Ferro Central do Piauí ligando Teresina ao litoral, e para fortalecer o comércio marítimo, em 1931 o Presidente Epitácio Pessoa ordena a construção do Porto, a região passa a ser um distrito administrado pela cidade de Parnaíba.
O projeto foi abandonado até que em 26 de Agosto de 2007 no auditório do Porto das Barcas, anunciou-se a retomada das obras do antigo ancoradouro da Amarração. Na oportunidade se fazia presente o ministro da Secretaria de Portos da Presidência da República, Pedro Brito que assinou o termo e os custos destinados na ordem de R$ 50 milhões para por o porto em funcionamento, da sua conclusão, aterramento e dragagem do canal.
Nos anos 2000, Wellington Dias e Wilson Martins foram governadores do Piauí que tentaram sem sucesso tirarem o projeto do papel, embargos judiciais e denúncias de superfaturamento, deram cabo do porto que nunca existiu.

### Inauguração
Em 13 de dezembro de 2023 o Ministério dos Portos e Aeroportos e a Agência Nacional de Transportes Aquaviários (Antaq) concederam autorização para o funcionamento do Porto Piauí. Para que o ministério e a agência constarem a navegabilidade do canal, um navio da Marinha do Brasil ancorou nas margens do porto. A chegada da embarcação só foi possível graças à obra de dragagem do canal com quase 3,5 km de extensão e profundidade de 7 metros na maré baixa e de 9 metros na maré alta.
Ao lado de oficiais da Marinha do Brasil e autoridades políticas, o governador Rafael Fonteles (PT-PI) realizou o descerramento da placa inaugural do Porto Piauí, dando início a programação da cerimônia de inauguração da primeira etapa da obra. Em seguida, o chefe do executivo estadual demonstrou que a foz do Rio Igaraçu passou por importantes obras de dragagem para receber navios de grande porte da Marinha do Brasil. Em uma embarcação menor, Rafael se deslocou para o IGUATEMI G151, que navega pelo canal de acesso marítimo.
Em discurso no palco principal do evento, o governador destacou que há pouco tempo quase ninguém acreditava no projeto do Porto Piauí. A obra já teve investimento de R$ 150 milhões e deve quando concluída dobrar o PIB do estado. Ao todo, o investimento na obra chegará a R$ 1 bilhão.

## Acesso
- Rodoviário: rodovia federal BR-343.
- Ferroviário: através da hoje desativada Estrada de Ferro Central do Piauí, da Rede Ferroviária Federal (RFFSA).
- Marítimo: localizado em mar aberto, o canal de acesso possui extensão aproximada de 3,7 km, largura de 180 m e profundidade de 10 m.

## Produtos
Os principais produtos exportados devem ser os de maior importância do estado: cerâmica, milho, arroz, soja, mel, açúcar, celulose, têxteis, castanha, motores e cera de carnaúba.[carece de fontes?]

## Expansão
O projeto do governo do estado e governo federal, prevê a conclusão do complexo portuário e sua expansão, com total de R$280 milhões,que está incluindo no PAC, e gerar mais de 2 mil empregos, que será denominado de Complexo Portuário.
- Conclusão do Porto Piauí com 10m de profundidade e 5,4 quilômetros extensão, 6 armazéns, 4 unidades, quebra-mar artificial de 550 m e cais para atracação com estação de passageiros;
- Parque Eólico,que gera energia de grande parte do litoral (já em funcionamento);
- Complexo Industrial, uma área destinada a instalação de indústrias;
- Estaleiro Amaração, único que tem Parceria público-privada com um grupo espanhol;
- Estrada de Ferro Central do Piauí, com a conclusão do complexo a ferrovia que liga a capital a cidade litorânea, que já existe e está desativada desde 1990, deve ser recuperada;
- Área de Proteção Ambiental em Luís Correia, ao longo da Baía do rio Igaraçu;
- Refinária LUBNOR-PI, em parceria com a Petrobras a complexo vai abrigar a refinaria da LUBNOR e a estação de tacagem de petróleo para a região.